# ゴルボニアヌス
ゴルボニアヌス（Gorbonianus、ウェールズ語：Gorviniaw map Morydd）は年代記編纂者ジェフリー・オブ・モンマスの『ブリタニア列王史』に語られている、ブリトン人の伝説的王である。
彼はモルウィドゥスの長男であり、後にブリテン王となるアルトガロ、エリドゥルス、インゲニウス、ペレドゥルスの兄である。
ジェフリーによれば、ゴルボニアヌスは誰よりも公平に人を愛し、誠実に人を治める王であった。
彼は平等な正義と法をもって、神々や統治下にある人民に敬意を表していた。
多くの神殿は彼の治世下において建立・修復され、王国の富は増していった。それは、彼が田舎の村民を領主から守ったためである。
彼は兵士たちが農民や近隣住民に不必要な暴力をさせないために、財産を与えて報いた。
彼は没後、トリノウァントゥムで荼毘に付された。彼の弟アルトガロが跡を継いだが、悪行のために退位させられた。末弟エリドゥルスの死後、王位はゴルボニアヌスの子（本名不明）が継いだ。

## 日本語文献
- 瀬谷幸男訳『ブリタニア列王史 : アーサー王ロマンス原拠の書』（南雲堂フェニックス、2007年）
- 瀬谷幸男訳『ブリタニア列王史——アーサー王ロマンス原拠の書』（筑摩書房、2025年）